# Александр Вондра
Александр «Саша» Вондра (чеськ. Alexandr Vondra; нар. 17 серпня 1961, Прага) — чеський політик, який в даний час є сенатором від Літомержіце і працював на різних посадах міністрів з 2006 до 2012 року. До листопада 2012 він був також заступником голови Громадянської демократичної партії.
Вондра був міністром закордонних справ Чеської Республіки з 2006 по 2007 (у першому уряді Мірека Тополанека). 9 січня 2007 в ході нової урядової перестановки, він був призначений віце-прем'єр-міністром з європейських справ (у другому кабінеті Мірека Тополанека), перший на цій посаді. В уряді Петра Нечаса він обіймав посаду міністра оборони.

## Життєпис
Він народився в Празі. Закінчив в географії Карлового університету в Празі в 1984 році, отримавши ступінь доктора в галузі природничих наук ступеня через рік. У середині 1980-х він був дисидентом і підписантом Хартії 77. Після організації демонстрації в січні 1989 року Вондра був поміщений у в'язницю протягом двох місяців. У листопаді 1989 року (в той час Оксамитова революція була в стадії реалізації) він став співзасновником Громадянського форуму.
У 1990–1992, Вондра був радником із зовнішньополітичних питань президента Вацлава Гавела. Коли Гавел пішов у відставку з посади під час розпаду Чехословаччини і в той же час незалежна чеська дипломатична служби почала формуватися, Вондра став першим заступником міністра закордонних справ Чехії в серпні 1992 року, відповідав за переговори про поділ чехословацької дипломатії. У 1996 році він був головним переговорним чесько-німецької декларації про взаємні відносини і їх майбутній розвиток. У березні 1997 Вондра статв послом Чехії в США, залишаючись на цій посаді до липня 2001 року. З березня 2001 по січень 2003 року, Вондра був урядовим комісаром Чехії, відповідальним за підготовку Празького саміту НАТО 2002. З січня по липень 2003 Вондра був заступником міністра закордонних справ.
Вондра згадувався як можливий кандидат на посаду члена Європейської комісії 2009 року.
Одружений, має трьох дітей.